# Belonogaster clypeata
Belonogaster clypeata är en getingart som beskrevs av Kohl 1894. Belonogaster clypeata ingår i släktet Belonogaster och familjen getingar. Utöver nominatformen finns också underarten B. c. fuscata.